# Rodez
Rodez là tỉnh lỵ của tỉnh Aveyron, thuộc vùng Occitanie của nước Pháp, có dân số là 28 000 người (thời điểm 2008).

## Khí hậu
| Dữ liệu khí hậu của Rodez | Dữ liệu khí hậu của Rodez | Dữ liệu khí hậu của Rodez | Dữ liệu khí hậu của Rodez | Dữ liệu khí hậu của Rodez | Dữ liệu khí hậu của Rodez | Dữ liệu khí hậu của Rodez | Dữ liệu khí hậu của Rodez | Dữ liệu khí hậu của Rodez | Dữ liệu khí hậu của Rodez | Dữ liệu khí hậu của Rodez | Dữ liệu khí hậu của Rodez | Dữ liệu khí hậu của Rodez | Dữ liệu khí hậu của Rodez |
| Tháng                     | 1                         | 2                         | 3                         | 4                         | 5                         | 6                         | 7                         | 8                         | 9                         | 10                        | 11                        | 12                        | Năm                       |
| ------------------------- | ------------------------- | ------------------------- | ------------------------- | ------------------------- | ------------------------- | ------------------------- | ------------------------- | ------------------------- | ------------------------- | ------------------------- | ------------------------- | ------------------------- | ------------------------- |
| Trung bình ngày tối đa °C | 6.0                       | 7.0                       | 11                        | 13                        | 17                        | 22                        | 26                        | 26                        | 20                        | 15                        | 9.0                       | 7.0                       | 14.9                      |
| Trung bình ngày °C        | 3.0                       | 4.0                       | 6.4                       | 8.5                       | 12.6                      | 16.2                      | 18.8                      | 18.9                      | 15.4                      | 11.9                      | 7.6                       | 4.0                       | 10.6                      |
| Trung bình ngày tối đa °F | 42.8                      | 44.6                      | 52                        | 55                        | 63                        | 72                        | 79                        | 79                        | 68                        | 59                        | 48.2                      | 44.6                      | 58.9                      |
| Trung bình ngày °F        | 37.4                      | 39.2                      | 43.5                      | 47.3                      | 54.7                      | 61.2                      | 65.8                      | 66.0                      | 59.7                      | 53.4                      | 45.7                      | 39.2                      | 51.1                      |
| Nguồn: Météo France       |                           |                           |                           |                           |                           |                           |                           |                           |                           |                           |                           |                           |                           |

## Các thành phố kết nghĩa
- Bamberg (Đức)
- Pigüé (Argentina)